# Зира (растение)
Зи́ра или зира́ (лат. Cumīnum cymīnum) — травянистое растение, вид рода Кмин (Cuminum) семейства Зонтичные. Произрастает в Ирано-Туранской области. Семена зиры используются в кухнях многих культур как в цельном, так и в молотом виде.

## Названия
Встречаются также и другие названия растения (пряности) — зэра, кумин, римский (волошский), кмин, каммун.

## Этимология
В результате схожести семян зиры и тмина (они очень похожи на вид, но имеют совсем разный вкус), в европейской кулинарной литературе и словарях нередка путаница. Известно, что слово лат. cumīnum на латыни означает именно зиру.

## Распространение
Родиной считают Среднюю Азию. В Индии местное население зиру выращивает на огородах. По-арабски её называют «каммун». Это растение культивируют в Юго-Восточной Азии, Иране и Афганистане, в Северной Африке и Латинской Америке. В Европе оно распространено меньше (за исключением стран Средиземноморья), будучи оттеснено на задний план тмином.

## Ботаническое описание
Одно-двулетнее травянистое растение. Внешне напоминает тмин, поэтому их часто путают.
Листья очерёдные, нижние — дважды тройчаторассечённые на тонкие линейные сегменты.
Цветки белые или красные, в двойных зонтиках, которые имеют обёртки и обёрточки.
Плод — продолговатый вислоплодник 6 мм длиной и 1,5 мм шириной. Семена более крупные, светлые, чем у тмина, аромат у них более сильный и острый.
Стебель тонкий, голый, разветвленный, серого или темно-зелёного цвета. Высотой 20-30 см и диаметром 3-5 см. Каждая ветвь имеет от двух до трёх подветвей. Все ветви достигают одинаковой высоты, поэтому растение имеет равномерную крону.

## Таксономия
Cuminum cyminum L. Sp. Pl. 254. 1753.

### Синонимы
- Cuminia cyminum J.F.Gmel.
- Cuminum aegyptiacum Mérat ex DC.
- Cuminum hispanicum Mérat ex DC.
- Cuminum odorum Salisb.
- Cuminum officinale Garsault nom. inval.
- Cuminum sativum J.Sm.
- Cyminon longeinvolucellatum St.-Lag.

### Сорта

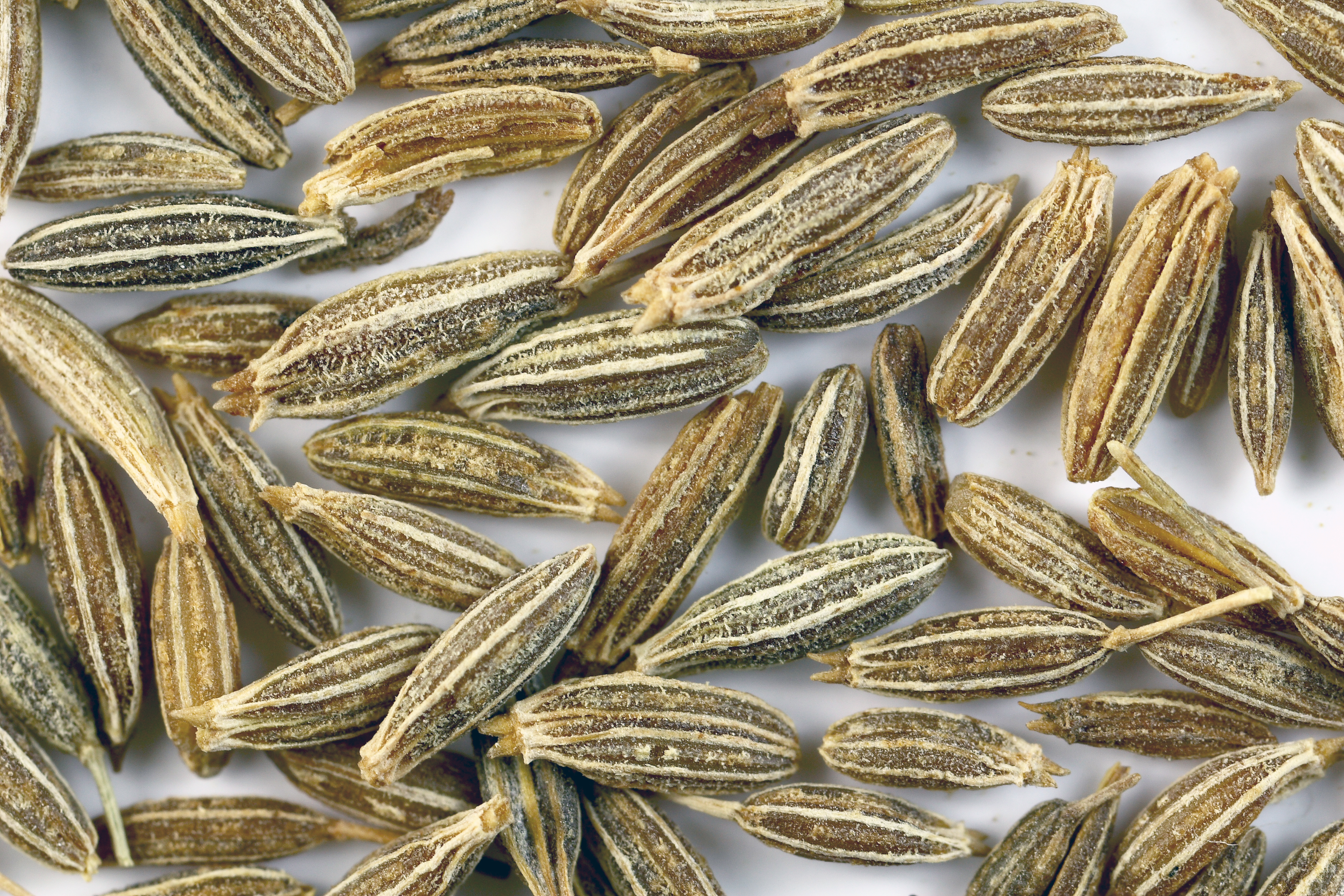
Семена

Различают две разновидности:
- Кирманская зира — чёрного цвета, мелкая, остро-ароматная
- Персидская зира — желтоватого цвета, ароматная

## Применение

### Кулинария
Зира широко используется в кулинарии, в особенности в восточной. При этом используются как целые или растолчённые семена зиры, так и порошок из них. Семена имеют сильный горьковатый, чуть ореховый запах, который усиливается при растирании или обжаривании.
Целые семена зиры являются обязательной составляющей плова, являясь ответственным за аромат компонентом. Особенно удачно зира сочетается с бараниной.

#### Восточная кухня
Молотые семена широко используют тюркские народы при приготовлении блюд из мяса. В Киргизии зирой приправляют жареное мясо с овощами, добавляют для аромата в соусы, в маринад для мяса. В Таджикистане и Узбекистане ею приправляют плов, супы, горячие блюда, холодные закуски, мучные изделия.
Семена зиры входят в широко распространённую в Индии пряную смесь «гарам масала», имеющую множество различных вариаций. В индийской кухне зиру добавляют в овощные блюда, она входит в состав карри.
Широко употребляется в кавказской кухне.

#### Балканская кухня
В греческой кухне используется редко, в основном для приготовления таких блюд, как колбаски по-смирнски, стифато (тушёное мясо) и долмадес. Кумин (зира) является обязательным компонентом хумуса (пюреобразного блюда из нута).
В Болгарии приправа называется кимион и довольно часто используется в мясных блюдах. Основная приправа для фарша, из которого делается колбаса суджук.
В Гагаузии вместе с семенами укропа и репчатым луком используется как приправа к закуске — малосольным огурцам быстрого приготовления.

#### Латиноамериканская кухня
Кумин широко используется в мексиканской кухне (к примеру, в чили кон карне, а также в составе маринада при приготовлении фахитос и такос). Молотые семена входят в состав соуса чили.

### Медицина
Кумин (зира) как в чистом виде, так и в различных отварах, настоях и смесях способен помочь при лечении большого количества заболеваний:
- хорошо очищает дыхательные пути при заболеваниях дыхательной системы;
- борется с тошнотой, в том числе вызванной токсикозом у беременных;
- обладает мочегонным и легким слабительным эффектом;
- используется при лечении почечных и желудочных заболеваний, повышенного газообразования, улучшает работу ЖКТ. Повышает аппетит. Маленьким детям зиру дают для уменьшения колик;
- используется для увеличения количества молока у кормящих матерей;
- помогает при проблемах с памятью, бессонницей, улучшает деятельность головного мозга;
- обладает антисептическими свойствами. Используется в лечении опухолей, а также различных заболеваниях кожи (раздражение, сыпь, прыщи);
- способствует восстановлению и укреплению зрения;
- обладает тонизирующим эффектом. Используется в качестве афродизиака;
- помогает согреть организм, очень полезна для людей, тяжело переносящих холодные температуры, а также пожилым людям;
- в Индии целители кумином снимают приступы эпилепсии и лечат холеру;
- используют при лечении фурункулёза;
- применяют в качестве средства для облегчения страданий при укусах ядовитых насекомых.